# 威廉·愛德華·莊臣
威廉·愛德華·莊臣（英語：William Edward Johnson，1906年6月28日—1976年9月18日）1939年至1943年擔任內布拉斯加州第22任副州長。他是共和黨人，最初在民主黨州長羅伯特·勒羅伊·科克倫手下任職，後來在州長德懷特·格里斯沃爾德手下任職，德懷特·格里斯沃爾德也是共和黨人。他出生於奧馬哈並逝世於奧馬哈。
莊臣是一位來自內布拉斯加州斯凱勒的會計師和金融期刊經濟文章的作者。他在1938年的選舉中首次進入政界，申請競選內布拉斯加州副州長。他在七名候選人中贏得了共和黨提名，然後擊敗前美國眾議員特里·卡彭特贏得大選。約翰遜在1940年的選舉中再次被選為副州長。
1942年，約翰遜決定不再競選副州長連任，以競選內布拉斯加州第一選區的美國眾議院議員。他在共和黨初選中輸給了共和黨人卡爾·柯蒂斯。1946年，當內布拉斯加州州長德懷特·P·格里斯沃爾德決定不再尋求連任州長時，格里斯沃爾德手下的莊臣競選州長，但在共和黨初選中輸給了瓦爾·彼得森。
據報道，約翰遜是內布拉斯加州州長詹姆斯·E·博伊德的後裔。